# Didia diehli
Didia diehli es una especie de mariposa de la familia Pyralidae. Fue descrito por Roesler y Küppers, en 1981; es conocida en el norte de Sumatra.